# NHL 18

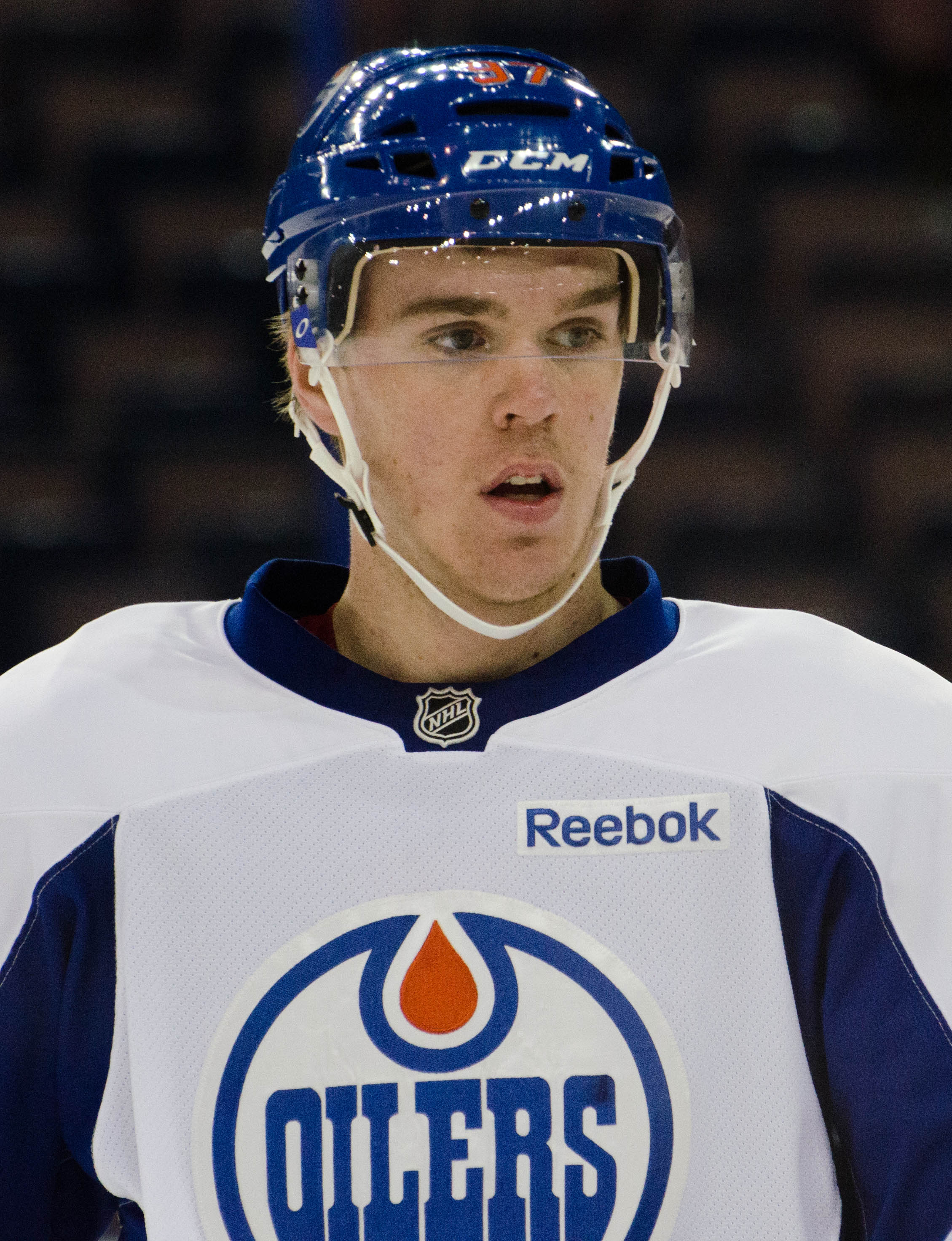
Connor McDavid från Edmonton Oilers medverkar på omslaget till NHL 18.

NHL 18 är ett ishockeyspel utvecklat av EA Canada och utgivet av EA Sports och släpptes 15 september 2017 till Xbox One och Playstation 4. Connor McDavid medverkar på spelets omslag.

## Spelupplägg
Spelet har förnyats med spelarläget NHL Threes där tre spelare från två lag spelar mot varandra, reglerna i spelarläget är omgjorda. Expansion Draft är ett spelarläge där spelaren startar som nytt lag i NHL.
Lag från Hockeyallsvenskan, Österrikiska ishockeyligan och Champions Hockey League gör debut som spelbara. Vegas Golden Knights från NHL medverkar för första gången.

## Mottagande
NHL 18 mottogs av positiva recensioner från kritiker, Leo Pettersson på Aftonbladet gav spelet 4 plus av 5, han berömde spelets klubbhantering, finter och tyckte att det var enklare att undvika tripping-utvisningar, han kritiserade dock kommentatorerna som upprepar samma repliker. Kim Orremark på Gamereactor gav spelet 7 av 10 och gillade spelarläget NHL Threes. Joakim Kilman på FZ gav spelet 3 av 5, han tyckte att spelet var underhållande men kritiserade kommentatorerna.